# Tommy Banks
Thomas Benjamin Banks (Calgary, 17 december 1936 – Edmonton, 25 januari 2018) was een Canadese pianist, dirigent, componist, arrangeur, tv-persoonlijkheid en senator.

## Biografie

### Televisie en muzikale carrière
Banks was de gastheer van nationaal - en internationaal - gesyndiceerde en netwerktelevisieprogramma's, waaronder The Tommy Banks Show (1968-1983), Somewhere There Music, What's My Name, Love and Mr. Smith, Celebrity Revue, Symphony of a Thousand, Tommy Banks Jazz, enz.
Hij verzorgde de muzikale leiding voor de ceremonies van de XI Commonwealth Games, Expo 86, The World University Games, de XV Olympische Winterspelen en voor talloze televisieshows. Hij heeft commando-uitvoeringen geproduceerd en/of uitgevoerd voor Hare Majesteit de Koningin en de Koninklijke Familie en voor president Ronald Reagan. Hij is lid van de A.F. van M., ACTRA, de National Academy of Recording Arts & Sciences (Verenigde Staten), de Canadian Academy of Recording Arts & Sciences en de Academy of Canadian Cinema & Television. Banks maakte zijn jazzdebuut in 1950 in de toeringband van saxofonist Don (D.T.) Thompson. Sindsdien speelde hij jazz in Noord-Amerika, West- en Centraal-Europa, Japan en Zuidoost-Azië. In 1983 werd zijn kwintet de eerste jazzband, die sinds de revolutie van 1949 op tournee ging op het vasteland van China.
Voordat Tommy Banks in de Senaat van Canada werd geroepen, was hij voorzitter van de Muziekcommissie van de Raad van Bestuur van het Alberta College. Hij was oprichter en voorzitter van de Alberta Foundation for the Performing Arts, voorzitter van het muziekprogramma bij Grant MacEwan, van de Edmonton Concert Hall Foundation, van de Instrumental Jazz Division van MusicFest Canada (de grootste muziekfestivalorganisatie van Noord-Amerika), van de B. & B. Stichting voor theatrale en muzikale kunsten van Alberta, lid van het bestuur van de CKUA Radio Network Foundation, ere-voorzitter van het Alberta Heart Fund, erelid van Cosmopolitan International en van Rotary International (waarvan hij een Paul Harris Fellow is).

## Overheidscarrière
Senator Banks werd in 2000 op aanbeveling van premier Jean Chrétien benoemd tot lid van de senaat door gouverneur-generaal Adrienne Clarkson. Hij vertegenwoordigde Alberta als liberaal. In de Senaat was hij lid van het Permanent Comité voor Nationale Financiën, van het Speciaal Comité voor illegale drugs, van het Permanent Comité voor Nationale Veiligheid en Defensie (SCONSAD) en in de stuurgroep ervan en als voorzitter van de Subcommissie voor Veteranen Zaken. In elk van het 37e, 38e en 39e parlement werd hij gekozen tot voorzitter van het Permanent Comité voor energie, milieu en natuurlijke hulpbronnen. In het 37e en 38e parlement was hij voorzitter van de Alberta Liberal Parliamentary Caucus. Na de ontbinding van het 37e parlement werd senator Banks benoemd tot lid van een commissie van alle partijen bestaande uit parlementariërs van beide kamers, met als taak de regering te adviseren over het instellen van parlementair toezicht op veiligheidsinformatiezaken. Hij was op ad hocbasis lid van verschillende aanvullende commissies van de Senaat. Hij was vicevoorzitter van de Caucus-taskforce voor stedelijke kwesties die de Canadese stedelijke strategie produceerde - een blauwdruk voor actie die tot een belangrijk nationaal debat leidde.

### Geschreven wetgevingsitems
- 2008: The Statutes Repeal Act
- 2008: An Act to Amend the Federal Sustainable Development Act
- 2010: Auditor General Act (involvement of Parliament)

### Gesponsorde wetgevingsitems
- 1994: Act to Amend the Migratory Birds Convention
- 2000: Canada National Parks Act
- 2001: Canada National Marine Conservation Act
- 2002: Species At Risk Act
- 2005: Act to Establish the Department of Public Safety and Emergency Preparedness
- 2005: Canada Border Services Agency Act
- 2005: Canadian Environmental Protection Act 1999
- 2010: Act to Amend the Criminal Code (justification for detention in custody)

## Overlijden
Tommy Banks overleed in januari 2018 op 92-jarige leeftijd.

## Onderscheidingen
Banks won de Sir Frederick Haultain-prijs, de Juno Award voor Beste Jazzalbum uit 1979 en de Gemini Award voor Beste Prestaties in een Variety Program in 1992 (met k.d. lang voor hun optreden bij de Canadian Country Music Awards). Banks ontving een ACTRA Lifetime Achievement Award, evenals een Alberta Recording Industry Award of Distinction en de SOCAN Special Achievement Award 2010. Zijn vrouw Ida en hij waren ere-covoorzitters voor Noord-Alberta van de CKUA Radio Network Capital Campaign en bestuursleden van Wellspring Edmonton.
- 1979 Juno Award - Best Jazz album: Jazz Canada Montreux 1978 (Tommy Banks Big Band met gast Big Miller)

## Discografie

### Geselecteerde momenteel beschikbare opnamen
- Yes Indeed - Solo piano
- For Dancers Only - Tommy Banks Big Band
- At the Montreux Festival - Tommy Banks Big Band
- Big Miller - Banks Big Band/Quartet
- The Holiday Season - Tommy Banks & Many Friends
- In The Middle of the Road - Tommy Banks & Many Friends
- Tommy Banks's Christmas - Piano & Orchestra
- Old Friends - P.J. Perry & Tommy Banks
- Legacy Live - Jens Lindemann & Tommy Banks
- Sweet Canadiana - Order of Canada Soloists

### Gast dirigent
- Budapest Symphony Orchestra of the Hungarian State Radio & Television
- Calgary Philharmonic Orchestra
- Chattanooga Symphony Orchestra
- Edmonton Symphony Orchestra
- Hamilton Philharmonic Orchestra
- Kitchener-Waterloo Symphony Orchestra
- Lethbridge Symphony Orchestra
- Memphis Symphony Orchestra
- National Arts Centre Orchestra
- Regina Symphony Orchestra
- Saskatoon Symphony Orchestra
- Southwest Florida Symphony Orchestra
- Toledo Symphony Orchestra
- The Toronto Symphony
- Vancouver Symphony Orchestra
- Symphony Nova-Scotia
- Winnipeg Symphony Orchestra

- Library of Congress Control Number: no2006057071
- MusicBrainz: 8a6250c8-ec9f-40e7-82bf-35909d1dbffa
- Nationale Bibliotheek van Israël: 987007344814205171
- Virtual International Authority File: 103969950
- WorldCat: E39PBJj4tm9g8JCW8P9p8P6Myd